# Michael Bette

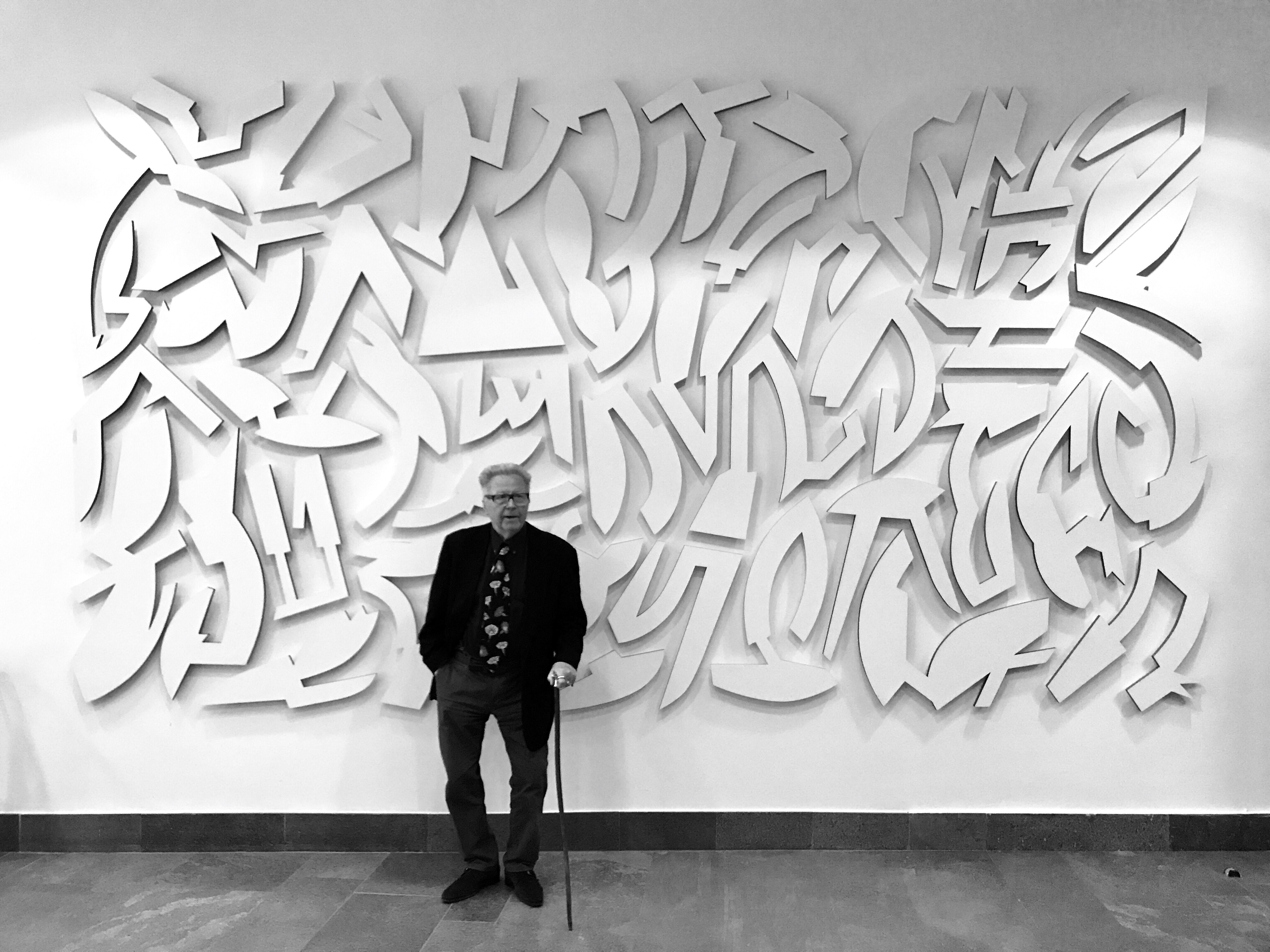
Michael Bette in 2018 vor seinem Werk "Schnee im August" im Foyer der Sparkasse Hannover.

Michael Bette (* 16. August 1942 in Posen; † 25. Juni 2022 in Berlin) war ein deutscher Maler und Zeichner.

## Leben
Michael Bette wuchs in Düsseldorf auf und studierte von 1964 bis 1969 Freie Malerei an der Hochschule für Bildende Künste in Düsseldorf.
Bereits vor seinem Studium hatte er Kontakt zu Otto Piene und Heinz Mack, den Gründern der Künstlergruppe ZERO. Bei Otto Piene nahm er als Jugendlicher Zeichenkurse und war an dessen Lichtballett beteiligt. An der Hochschule wurde Bette Meisterschüler von Gerhard Hoehme, einem Vertreter des Informel.
Nach Abschluss des Studiums war er Stipendiat des British Council for Advanced Studies am Hornsey College in London. Es folgten Auslandsaufenthalte, 1976 als Preisträger des Villa-Romana-Preises und 1978 als Stipendiat an der Cité Internationale des Arts Paris. 1982 gewann er den Villa-Massimo-Preis in Rom und war während dieser Zeit auch als Professor am Internationalen John Cabot College in Rom tätig.
Ab 1970 war er neben seiner eigenen künstlerischen Tätigkeit als Kunsterzieher an der Kooperative Gesamtschule Neuenhaus in der Grafschaft Bentheim tätig. Er lebte bis Anfang der 1990er in der niedersächsischen Kleinstadt.
Im Jahr 1992 erhielt er eine Professur für Künstlerische Grundlagen an der Fachhochschule Potsdam, an der er bis 2011 lehrte. In den Jahren 2001 und 2002 war er Gastprofessor am Nanyang Polytechnic in Singapur.
Michael Bette lebte und arbeitete in Berlin, wo er im Alter von 79 Jahren im Juni 2022 verstarb.

## Ausstellungen
- 1973: Kunstverein Heidelberg
- 1978: Städtische Galerie Nordhorn
- 1980: Galerie Stolanova, Wiesbaden
- 1981: Galerie Suzanne Fischer, Baden-Baden
- 1982: Internationaler Kunstmarkt Köln (Galerie Stolz)
- 1983: Villa Massimo Rom
- 1984: Galerie Stolz, Köln
- 1984: Galerie M, Hannover
- 1986: Kunstverein Ludwigshafen
- 1987: Theater am Domhof, Osnabrück
- 1990: Galerie Suzanne Fischer, Baden-Baden
- 1990: Galerie Karin Fesel, Düsseldorf
- 1992: Galerie Stolz, Berlin
- 1996: Galerie Karin Fesel, Düsseldorf
- 1996: Galerie Suzanne Fischer, Baden-Baden
- 1998: Kunstverein Grafschaft Bentheim, Neuenhaus
- 1999: Brandenburgische Kunstsammlungen Cottbus  (Katalog)
- 2000: Avacon-Galerie Casa, Lüneburg
- 2002: Galerie Kesselhaus, Hannover
- 2004: Kurt-Tucholsky-Literaturmuseum, Rheinsberg
- 2005: GaleriArtist, Berlin
- 2007: art Karlsruhe, Galerie Jochen Höltje, Tübingen
- 2009: Bruch / Kontinuum, Studio Ilgen Spandau, Berlin
- 2012: Kunsthalle Brennabor, Brandenburg an der Havel, Bilder aus 1979 bis 2011
- 2022: Einheit der Widersprüchlichkeit, Kunsthalle Willingshausen
- 2022: Michael Bette, Galerie Luzán, Berlin
- 2023: art Karlsruhe, Galerie Luzán, Berlin
- 2023: Michael Bette in Santanyí, Mallorca
- 2024: art Karlsruhe, Galerie Luzán, Berlin
- 2024: BETTE GALLERY, Wiesbaden
- 2025: art Karlsruhe, Galerie Luzán, Berlin

## Auszeichnungen
- 1967: 1. Preis der Poensgen-Stiftung
- 1969: Stipendium des British Council, Advanced Studies, Hornsey College of Art, London
- 1976: Villa-Romana-Preis, Florenz
- 1978: Stipendium Cité Internationale des Arts, Paris
- 1980: Niedersächsisches Künstlerstipendium
- 1982: Villa Massimo-Preis, Rom

## Veröffentlichungen
- Rolf-Gunter Dienst: Deutsche Kunst: eine neue Generation. In: Das Kunstwerk. 6, XXXIII, 1980, S. 4 ff.
- Luigi Lambertini: Bei Michael Bette in seinem Atelier in der Villa Massimo. Katalog. 1983.
- Lothar Romain: Michael Bette. In: Niedersächsische Künstler der Gegenwart. Band 32, 1987.
- Heinz Liesbrock: Die offene Ordnung, Michael Bette, Neue Bilder. Einladung der Galerie Fesel. Düsseldorf 1990.
- Heinz Liesbrock: Lebende Hieroglyphen in Dokument + Analyse. 20. Jahrgang, Nr. 2, 1991, S. 77 ff.
- Heinz Liesbrock: Labile Ordnungen. Michael Bettes Konzept des Bildes. In: Michael Bette. Tagebuch. Nordhorn 1992.
- Kai-Uwe Hemken: Der Aufstand der Zeichen gegen ihre Bedeutung. In: Construction, Concept, Color. Ausstellungskatalog. Kunstverein Speyer 1997.
- Dieter Ronte: Über die Sinnlichkeit des Philosophierens zu den Bildern Michael Bettes. Katalog. Kunstverein Grafschaft Bentheim, Neuenhaus 1998, ISBN 3-922805-63-9.
- Fré Ilgen: Art? No Thing! Pro Foundation. The Netherlands, 2004, S. 363 ff.